# Unblog
 (avril 2024).
Unblog est une plateforme française d'hébergement de blogs, créée en 2006[réf. souhaitée].